# Ingold I di Svezia
Ingold I (XI secolo – 1110) fu re di Svezia per due volte: prima dal 1080 al 1084, poi dal 1087 al 1110 dopo una breve fase in cui aveva perso la provincia del Västergötland.

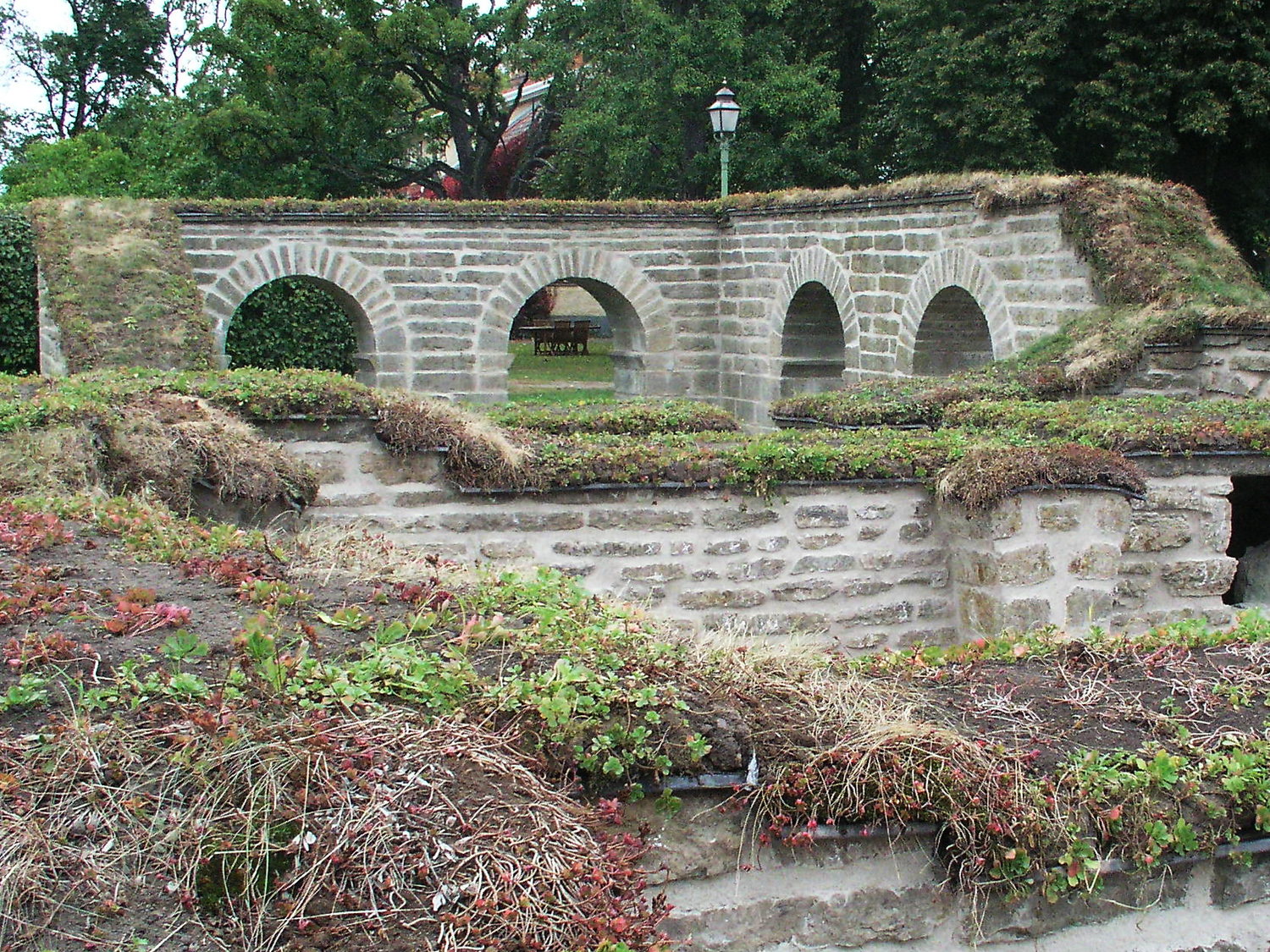
Convento di Vreta, fondato da Ingold.

Figlio di Stenkil di Svezia, secondo alcune fonti storiche regnò assieme al fratello Halsten Stenkilsson per un breve periodo di tempo. Altre fonti storiche dicono che Halsten Stenkilsson governò solo per breve tempo, intorno al 1066, e poco dopo venne deposto perché si rifiutava di compiere sacrifici pagani.
A causa della sua religione, nel 1084 Ingold fu deposto e sostituito da Blot-Sven, mentre mantenne il potere nel Västergötland, regione a maggioranza cristiana. Nominato in un documento di papa Gregorio VII come Ingold de rege wisigothurum, ovvero re del Västergötland, il che evidenzia che perse per un certo periodo il dominio su tutta la Svezia, intorno al 1087 Ingold organizzò un esercito ed assalì Uppsala Vecchia, uccidendo Blot-Sven, incendiando il tempio pagano e recuperando il potere di tutta la Svezia.
Secondo lo storico islandese Snorri Sturluson, Ingold partecipò ad un incontro in Norvegia con i sovrani norreni Erik I e Magnus III, per trattare un accordo che consentisse una pace duratura fra i regni. Sempre secondo Sturluson, Ingold diede in sposa a Magnus III sua figlia Margareta, per mantenere ancora più salda l'alleanza.
Su richiesta del papa, Ingold fondò l'Abbazia di Vreta. In un documento papale successivo, Ingold viene chiamato Ingo gloriosus Suetonum Rex, ovvero "Ingo, glorioso re degli svedesi", il che conferma il suo ritorno al dominio su tutta la Svezia.

## Gli eredi
Ingold si sposò con Elena, sorella di Blot-Sven, dalla quale ebbe quattro figli, tra cui:
- Cristina Ingesdotter, poi moglie del granduca Mstislav I di Kiev
- Ragnvald, identificato da alcune fonti come Ragnvald Knaphövde
- Margareta, poi regina consorte di Norvegia, avendo sposato Magnus III, detto lo Scalzo.

## Ascendenza
|                    |   |          | Genitori |  |  | Nonni |  |  | Bisnonni      |  |  | Trisnonni    |  |
|                    |   |          |          |  |  |       |  |  | Ulf Tostesson |  |  | Skogul Toste |  |
|                    |   |          |          |  |  |       |  |  | Ulf Tostesson |  |  | Skogul Toste |  |
|                    |   | …        |          |  |  |       |  |  | Ulf Tostesson |  |  |              |  |
| Ragnvald Ulfsson   |   |          |          |  |  |       |  |  | Ulf Tostesson |  |  |              |  |
|                    |   | Ingeborg | …        |  |  |       |  |  |               |  |  |              |  |
|                    |   | Ingeborg | …        |  |  |       |  |  |               |  |  |              |  |
|                    |   | Ingeborg | …        |  |  |       |  |  |               |  |  |              |  |
| Stenkil di Svezia  |   | Ingeborg |          |  |  |       |  |  |               |  |  |              |  |
|                    |   | …        | …        |  |  |       |  |  |               |  |  |              |  |
|                    |   | …        | …        |  |  |       |  |  |               |  |  |              |  |
|                    |   | …        | …        |  |  |       |  |  |               |  |  |              |  |
| Astrid Nialsdotter |   | …        |          |  |  |       |  |  |               |  |  |              |  |
|                    |   | …        | …        |  |  |       |  |  |               |  |  |              |  |
|                    |   | …        | …        |  |  |       |  |  |               |  |  |              |  |
|                    |   | …        | …        |  |  |       |  |  |               |  |  |              |  |
| Ingold I di Svezia |   | …        |          |  |  |       |  |  |               |  |  |              |  |
|                    | … | …        |          |  |  |       |  |  |               |  |  |              |  |
|                    | … | …        |          |  |  |       |  |  |               |  |  |              |  |
|                    | … | …        |          |  |  |       |  |  |               |  |  |              |  |
| …                  | … |          |          |  |  |       |  |  |               |  |  |              |  |
|                    |   | …        | …        |  |  |       |  |  |               |  |  |              |  |
|                    |   | …        | …        |  |  |       |  |  |               |  |  |              |  |
|                    |   | …        | …        |  |  |       |  |  |               |  |  |              |  |
| Ingamoder          |   | …        |          |  |  |       |  |  |               |  |  |              |  |
|                    |   | …        | …        |  |  |       |  |  |               |  |  |              |  |
|                    |   | …        | …        |  |  |       |  |  |               |  |  |              |  |
|                    |   | …        | …        |  |  |       |  |  |               |  |  |              |  |
| …                  |   | …        |          |  |  |       |  |  |               |  |  |              |  |
|                    |   | …        | …        |  |  |       |  |  |               |  |  |              |  |
|                    |   | …        | …        |  |  |       |  |  |               |  |  |              |  |
|                    |   | …        | …        |  |  |       |  |  |               |  |  |              |  |
|                    |   | …        |          |  |  |       |  |  |               |  |  |              |  |